# ساحل علما
ساحل علما (به عربی: ساحل علما) یک منطقهٔ مسکونی در لبنان است که در شهرستان کسروان واقع شده‌است.